# زمین‌لرزه ۲۰۰۸ ایلینوی
زمین‌لرزه ایلی‌نوی  در تاریخ ۱۸ آوریل ۲۰۰۸ میلادی، برابر با ‎۳۰ فروردین ۱۳۸۷، ساعت ۹:۳۶:۵۹ به زمان یوتی‌سی در ایلی‌نوی رخ داد. ژرفای این زلزله ۱۴ کیلومتر بود، و بزرگی آن ۵٫۴ در مقیاس Mw و بیشینهٔ شدت آن در مقیاس مرکالی VII (Very strong) اعلام شده‌است. زمین‌لرزه به وقت محلی در روز جمعه، ساعت ۳ روی داده و منطقه زمانی آن یوتی‌سی -۶ بوده‌است (با لحاظ تغییر ساعت تابستانی).
سازمان زمین‌شناسی آمریکا نیز رومرکز این زمین‌لرزه را در مختصات ۳۸°۲۷′۰۷″شمالی ۸۷°۵۳′۱۰″غربی / ۳۸٫۴۵۲°شمالی ۸۷٫۸۸۶°غربی و ژرفای آنرا در ۱۴ کیلومتر گزارش کرده‌است. بزرگی برگزیدهٔ این سازمان از میان بزرگیهای محاسبه‌شدهٔ مختلف ۵٫۴ در مقیاس Mw بوده و از دید اثر، در میان چهار دسته‌بندی «نامحسوس»، «محسوس»، «زیان‌آور» یا «با تلفات»، زلزله را «زیان‌آور» اعلام کرده‌است.
پروژهٔ «تنسور گشتاور مرکزوار» زاویه‌های (راستا، شیب، ریک) گسل سازندهٔ زمین‌لرزه و صفحه عمود بر آنرا (°۲۹۵، °۸۸، °۱) یا (°۲۰۵، °۸۹، °۱۷۸) و نوع گسل را «امتدادلغز» فرارسانده‌است.